# Morro do Careca

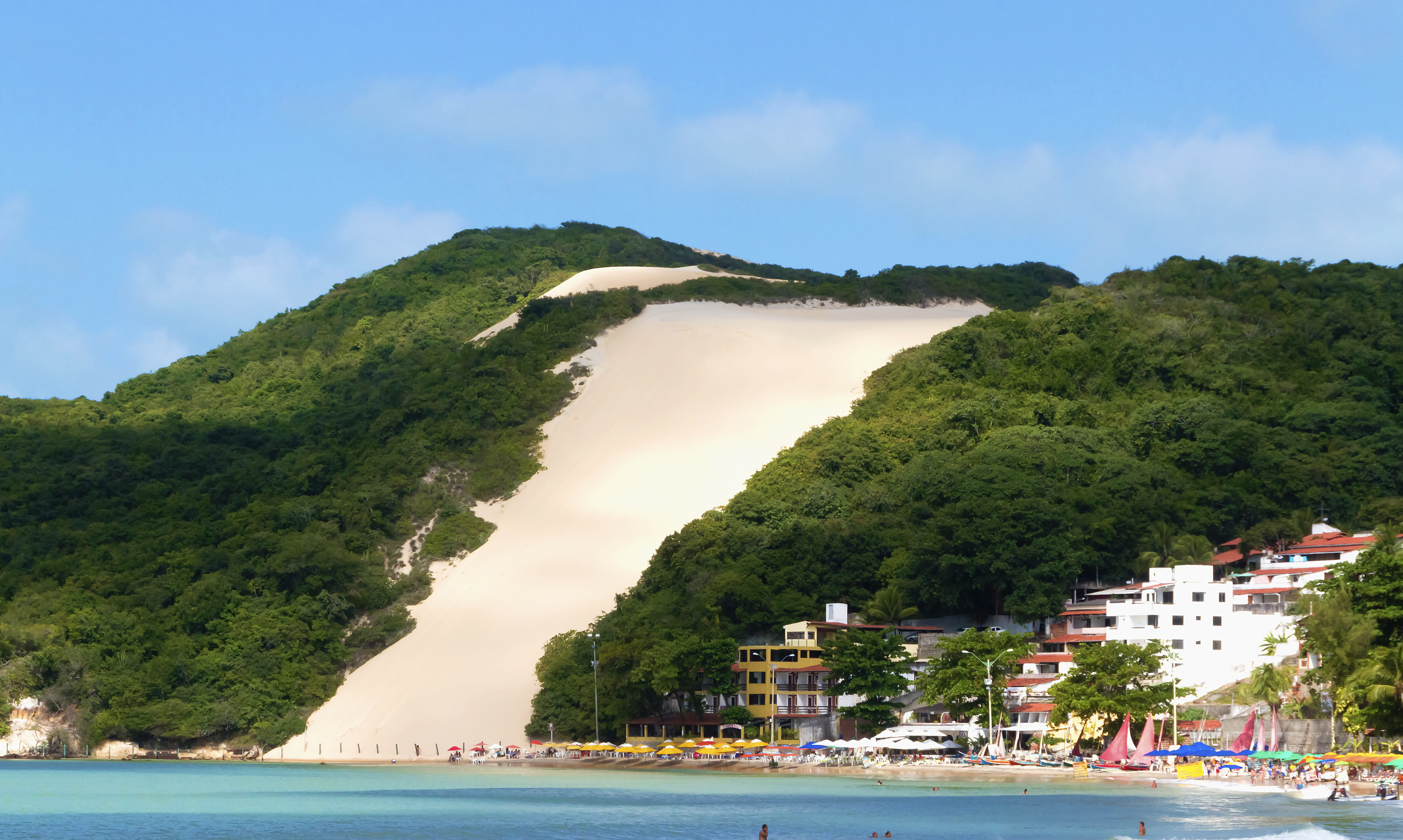
Vista do Morro do Careca.

O Morro do Careca é uma duna de aproximadamente 107 metros localizada no extremo sul da Praia de Ponta Negra, em Natal, Rio Grande do Norte. É um dos principais símbolos turísticos da cidade.
Desde 1997 o Morro do Careca está fechado à visitação, no intuito de preservar a mata de restinga e até o próprio morro, pois os delizamentos de areia estavam reduzindo sua altura.